# Дом Фогеля — Залкинда
Дом Фогеля — Залкинда — историческое здание начала XIX века в Минске, памятник архитектуры (номер 711Е000001). Расположен по адресу: Революционная улица, дом 24.

## История
Дом построен в начале XIX века (по некоторым данным, в 1810 году). Дом был сильно повреждён большим городским пожаром 1881 года, уничтожены служебные деревянные строения. После пожара владелец, мещанин Александр Фогель, заново декорировал дом. В конце XIX века владельцем стал купец Шепсель Залкинд. При нём был перестроен дворовый флигель, а в 1898—1899 гг. надстроен третий этаж в основном доме. По состоянию на 1910 год, в большую часть дома занимала женская частная гимназия Рейман, а в цокольном этаже — лавки, магазины и пекарня. Остальные помещения были жилыми. В 1913 году гимназия переехала на Михайловскую улицу (ныне Кирова), в доме разместилось Второе Минское высшее начальное училище. После 1920 года дом был национализирован, основная часть помещений переоборудована под коммунальные квартиры. В годы Великой Отечественной войны дом не пострадал. За время послевоенных ремонтов была утрачена первоначальная внутренняя планировка и частично — декор фасада. До конца XX века дом оставался жилым.

## Архитектура
Трёхэтажное кирпичное здание имеет в плане П-образную форму. Главный фасад симметричен, в его центре расположен широкий ризалит с арочным проёмом лучковой формы, который имеет сводчатые декорированные перекрытия. Над ним на втором этаже — три крупных окна, украшенные сандриками с сухариками, а также пилястрами. По центру находится балкон на консолях с ажурной оградой чугунного литья. Оконные проёмы третьего этажа лучковые, на нём размещены два небольших балкона.